# Claudia Porwik
Claudia Porwik (Coburgo, 14 novembre 1968) è un'ex tennista tedesca.

## Carriera
In carriera ha vinto 6 titoli di doppio. Nei tornei del Grande Slam ha ottenuto il suo miglior risultato raggiungendo le semifinali in singolare agli Australian Open nel 1990.
In Fed Cup ha disputato un totale di 5 partite, ottenendo 3 vittorie e 2 sconfitte.

## Statistiche

### Singolare

#### Finali perse (1)
| Numero | Anno           | Torneo              | Superficie | Avversaria in finale | Punteggio |
| 1.     | 26 aprile 1987 | Taiwan Open, Taipei | Sintetico  | Anne Minter          | 4-6, 1-6  |

### Doppio

#### Vittorie (6)
| Numero | Anno            | Torneo                        | Superficie  | Compagna         | Avversarie in finale              | Punteggio     |
| 1.     | 1º maggio 1988  | Taranto Open, Taranto         | Terra rossa | Andrea Betzner   | Laura Garrone Helen Kelesi        | 6–1, 6–2      |
| 2.     | 26 agosto 1991  | Schenectady Open, Schenectady | Cemento     | Rachel McQuillan | Nicole Arendt Shannan McCarthy    | 6–2, 6–4      |
| 3.     | 30 agosto 1993  | Schenectady Open, Schenectady | Cemento     | Rachel McQuillan | Florencia Labat Barbara Rittner   | 4-6, 6-4, 6-2 |
| 4.     | 17 ottobre 1993 | Montpellier Open, Montpellier | Sintetico   | Meredith McGrath | Janette Husárová Dominique Monami | 3-6, 6-2, 7-6 |
| 5.     | 8 gennaio 1995  | Indonesia Open, Giacarta      | Cemento     | Irina Spîrlea    | Laurence Courtois Nancy Feber     | 6–2, 6–3      |
| 6.     | 1º ottobre 1995 | China Open, Pechino           | Cemento     | Linda Wild       | Stephanie Rottier Wang Shi-ting   | 6–1, 6–0      |

### Doppio

#### Finali perse (4)
| Numero | Anno             | Torneo                                       | Superficie  | Compagna         | Avversarie in finale                      | Punteggio |
| 1.     | 22 maggio 1988   | WTA Swiss Open, Ginevra                      | Terra rossa | Maria Lindström  | Christiane Jolissaint Dianne van Rensburg | 1-6, 3-6  |
| 2.     | 5 novembre 1989  | Virginia Slims of Indianapolis, Indianapolis | Cemento     | Larisa Neiland   | Katrina Adams Lori McNeil                 | 4-6, 4-6  |
| 3.     | 9 febbraio 1992  | Faber Grand Prix, Essen                      | Sintetico   | Sabine Appelmans | Katerina Maleeva Barbara Rittner          | 5-7, 3-6  |
| 4.     | 16 febbraio 1992 | Generali Ladies Linz, Linz                   | Sintetico   | Raffaella Reggi  | Monique Kiene Miriam Oremans              | 4–6, 2-6  |